# 3 Pułk Piechoty Liniowej

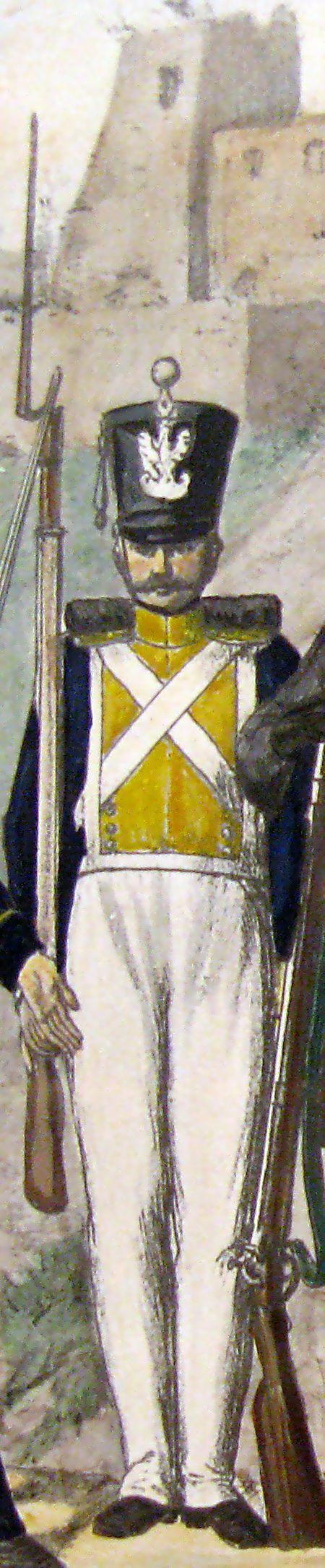
Żołnierz 3 pułku piechoty w czasie powstania listopadowego w ubiorze letnim

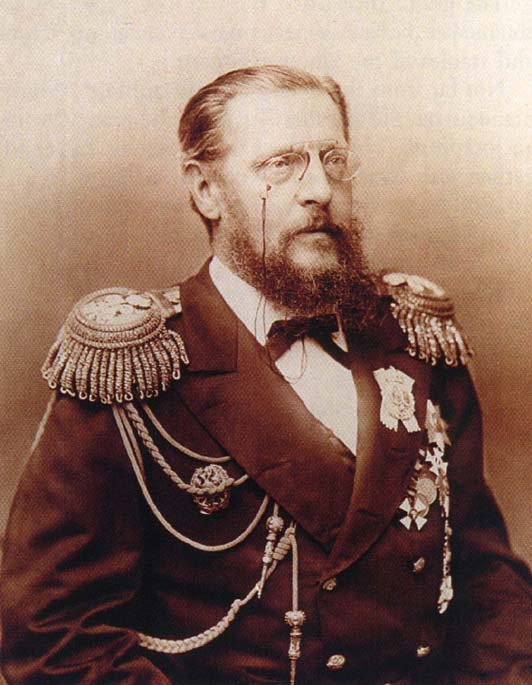
Wielki książę Konstanty Mikołajewicz Romanow - patron oraz szef 3 ppl

3 Pułk Piechoty Liniowej – polski pułk piechoty okresu Królestwa Kongresowego.

## Formowanie i zmiany organizacyjne
Sformowany w 1815. W latach 1819–1820 stacjonował w garnizonie Radom. 12 października 1827 nazywany został "Pułkiem Piechoty Liniowej Jego Cesarzewiczowskiej Mości Wielkiego Xięcia Konstantego N°. 3". Car Mikołaj I Romanow ofiarował bowiem ten pułk swojemu synowi tuż po jego narodzeniu. Pułk w okresie pokojowym składał się ze sztabu i dwóch batalionów po cztery kompanie, oraz związanych z batalionami dwoma kompaniami rezerwowymi. Stan kompanii wynosił 4-6 oficerów, 14–16 podoficerów i 184 szeregowych. Stan batalionu 830 żołnierzy. Stan pułku: 5 oficerów starszych, 54–55 oficerów młodszych, 160 podoficerów, 72 muzyków, 1664–1676 szeregowych oraz 5 oficerów i 71–82 podoficerów i szeregowych niefrontowych. W sumie w pułku służyło około 20050 żołnierzy. W czasie wojny przewidywano rozwinięcie pułku do czterech batalionów po 8 kompanii każdy. Pierwsze dwie kompanie pułku były kompaniami wyborczymi, czyli grenadierską i woltyżerską, pozostałe centralnymi zwane fizylierskimi, czyli strzeleckimi. W każdym batalionie etatu wojennego tworzono na bazie jednej z nowo powstałych kompanii kompanię woltyżerską.
Pułk wchodził w struktury 2 Dywizji Piechoty. W momencie wybuchu powstania listopadowego stacjonował w Lublinie. Po wybuchu powstania listopadowego zreorganizowano piechotę. Pułk wszedł w skład zreorganizowanej 2 Dywizji Piechoty. 26 kwietnia 1931 przeprowadzono kolejną reorganizacje piechoty armii głównej dzieląc ją na pięć dywizji. Pułk znalazł się w 1 Brygadzie 5 Dywizji Piechoty.

## Dyslokacja pułku
Miejsca dyslokacji pododdziałów pułku w 1830:
- sztab - Lublin
- 1 batalion - Lublin
- 2 batalion - Bełżyce
- dwie kompanie wyborcze - Warszawa (koszary Aleksandryjskie)[c]

## Żołnierze pułku
Pułkiem dowodzili:
- Kazimierz Tański do 1818
- płk Walenty Andrychiewicz (od roku 1818)
- ppłk Ksawery Dąbrowski (od 18 marca 1831, płk od 25 maja 1831)
- ppłk Ludwik Oborski

Oficerowie pułku
- ppor. Józef Ostrowidzki[9],
- ppor. Fortunat Saryusz Wolski

## Walki pułku
Pułk brał udział w walkach w czasie powstania listopadowego.
Bitwy i potyczki
- Warszawa (29 listopada 1830)
- Węgrów (13 lutego 1831)
- Zakrzew (15 lutego)
- Dobre (17 lutego)
- Stanisławów (18 lutego)
- Wawer (19 lutego)
- Grochów (25 lutego)
- Uściług (5 marca)
- Dębe Wielkie (1 kwietnia)
- Kałuszyn (2 kwietnia)
- Iganie (10 kwietnia)
- Sienna (17 kwietnia)
- Ciechanów (19 maja)
- Zambrów (22 maja)
- Ostrołęka (26 maja)
- Bronisze (17 sierpnia)
- Międzyrzecz (29 sierpnia)
- Opałe (5 września)
- Janów Ordynacki (8 września)

W 1831 roku, w czasie wojny z Rosją, żołnierze pułku otrzymali 26 złotych i 44 srebrne krzyże Orderu Virtuti Militari.

## Uzbrojenie i umundurowanie
Uzbrojenie podstawowe piechurów stanowiły karabiny skałkowe. Pierwotnie  było to karabiny francuskie wz. 1777 (kaliber 17,5 mm), później zastąpione rosyjskimi z fabryk tulskich wz. 1811 (kaliber 17,78 mm). Poza karabinami piechurzy posiadali bagnety i tasaki (pałasze piechoty). Wyposażenie uzupełniała łopatka saperska, ładownica na 40 naboi oraz pochwa na bagnet. 
Umundurowanie piechura składało się z granatowej kurtki i spodni - zimą sukiennych granatowych, latem płóciennych białych. Żołnierze pułku mieli naramienniki żółte, numer dywizji (2) czerwony. oraz żółte wyłogi i kołnierz oraz białe pasy (jak cała piechota linowa). Używano wysokich czapek o okrągłych denkach (tzw. kaszkiety) z białymi sznurami (kordonami) oraz pomponami (w kompaniach fizylierskich) lub kitami (w kompaniach grenadierskich). Po reformie w roku 1826 wprowadzono pantalony zapinane na guziki oraz nowe, wyższe kaszkiety bez kordonów. Na kaszkiecie znajdowała się blacha z orłem i numerem pułku. W razie niepogody noszono szare, sukienne płaszcze, długie do kostek, z żółtymi kołnierzami i niebieskimi naramiennikami, zaś na kaszkiet, po zdjęciu kordonów i pomponu (kity) zakładano ceratowy pokrowiec. Od 1828 roku pierwsza kompania posiadała na naramienniku W. X. K. (Wielki Xiążę Konstanty). Utworzone w grudniu 1830 roku 3. i 4. batalion pułku nie miał kaszkietów, lecz okrągłe furażerki bez daszka, ze zmniejszonym denkiem w celu łatwiejszego odróżniania ich od rosyjskich.

## Chorągiew
Na tle granatowego krzyża kawalerskiego w czerwonym polu, w otoku z wieńca laurowego umieszczony był biały orzeł ze szponami dziobem i koroną złoconą.
Pola między ramionami krzyża – czarne z żółtym, a w rogach płata królewskie inicjały: A I, później M I z koroną, otoczone wieńcami laurowymi.